# Río Ventuari
Pour les articles homonymes, voir Ventuari.
Le río Ventuari est un cours d'eau du Venezuela et un affluent de la rive droite de l'Orénoque. Long de 520 km, il naît dans le plateau des Guyanes, dans l'est du Venezuela, et coule vers l'ouest jusqu'à sa confluence avec l'Orénoque. Il draine un bassin d'environ 40 000 km2.
Son principal affluent est la río Manapiare.